# Julio Castro Pérez
Julio Castro  (La Cruz, Florida, 13 de noviembre de 1908 - Montevideo, 3 de agosto de 1977) fue un educador y periodista uruguayo, secuestrado por la dictadura cívico-militar el 1 de agosto de 1977. Permaneció como detenido desaparecido durante 34 años, hasta el 21 de octubre de 2011, cuando su cuerpo fue encontrado en un enterramiento clandestino realizado por el personal militar uruguayo en una finca militar en Toledo. Su desaparición y búsqueda fueron emblemáticas, ya que fue la primera desaparición forzada enmarcada en la represión de las dictaduras en América Latina investigada en particular por las organizaciones de defensa de Derechos Humanos.

## Biografía
Hijo de un agricultor se educa, al igual que sus diez hermanos, en la escuela rural N° 9 de Florida. Sus buenas calificaciones y su temprano afecto por la educación le permitieron obtener una beca para estudiar magisterio en el Instituto Normal de Varones "Joaquín R. Sánchez" de Montevideo.
En 1928 es miembro fundador, junto a Carlos Quijano, de Agrupación Nacionalista Demócrata Social que pertenece al Partido Nacional Independiente. En 1930 funda junto a Quijano y Arturo Ardao el diario El Nacional, que cierra al año siguiente por dificultades económicas. En marzo de 1932 este mismo grupo, junto a otros colaboradores, crean el semanario Acción, que en 1933 enfrenta a la dictadura de Terra. En 1935 Castro participa en los levantamientos armados dirigidos por el caudillo blanco Basilio Muñoz, fue detenido y mantenido prisionero en Rivera. En junio de 1939, nuevamente junto a Quijano y Ardao, Castro funda el semanario Marcha, del que será redactor jefe y director en el momento de su clausura por la dictadura, el 22 de noviembre de 1974.

## Obra educativa
Mientras profundiza su carrera docente, accede por concurso a la dirección escolar y a la dirección de escuela de práctica. Asimismo, gana por concurso la cátedra de Filosofía de la Educación en el Instituto normal de Montevideo. En la década de 1940 participará en el Uruguay en varios Congresos de maestros rurales, donde se discute y analiza el grado de especialización que debe tener la educación rural. Viaja a Chile, Perú y Bolivia en usufructo de una beca educacional.
En 1945 fomenta e integra, desde el Instituto Normal de Montevideo, la primera misión socio-pedagógica acompañado de 20 estudiantes de magisterio y medicina. En 1948 viaja a México e integra la Comisión que redacta el informe final en el Congreso Nacional de la Escuela Rural Mexicana. Es invitado por el gobierno de Venezuela para conocer la realidad educativa de ese país. Este viaje le permite conocer otros países caribeños.
En 1949, siendo Inspector Departamental de Montevideo, es uno de los redactores, junto a Miguel Soler y Enrique Brayer Blanco, del Programa de Escuelas Rurales y Granjas, que fue utilizado como modelo en América Latina. Modelo que, busca situar tanto a los educadores como a los estudiantes en su propio medio de modo que puedan actuar sobre él, adecuándolo y transformándolo. En 1952, la Unesco lo nombra Director de la rama de Producción de Materiales del CREFAL (Centro de Cooperación Regional para la Educación de Adultos en América Latina y el Caribe). Durante dos años produce materiales impresos y audiovisuales de apoyo a las comunidades y sus necesidades. En 1954 regresa a Uruguay.
Entre 1950 y 1960 colabora con los arquitectos Hugo Rodríguez Juanotena y Gonzalo Rodríguez Orozco del Ministerio de Obras Públicas para la construcción de edificios escolares. Esta colaboración estuvo fuertemente influenciada por el libro de Castro El banco fijo y la mesa colectiva, donde Castro propone cambiar la relación espacial entre los educandos y el docente, para cambiar la experiencia pedagógica. Orozco y Juanotena tomaron estas concepciones de la escuela nueva defendida por Castro para renovar los edificios escolares.

## Actuación sindical
Contribuyó a formar la Federación Uruguaya del Magisterio y militó en la Asociación de la Prensa Uruguaya.

## Desaparición
Castro, según el informe de la Comisión para la Paz del 2003, «fue detenido en la vía pública, en la intersección de la calle Francisco Llambí casi Avenida Rivera, el día 1º de agosto de 1977, alrededor de la hora 10.30». 
A partir de ahí, «se le trasladó a un centro clandestino de detención sito en la Avenida Millán Nº 4269, donde fue sometido a torturas a consecuencia de las cuales falleciera, en ese lugar, el 3 de agosto de 1977, sin recibir atención médica». 
Su lugar de detención fue el Centro Clandestino de Detención “La Casona”, dependiente del Servicio de Información de Defensa (SID).
Sus restos —según el informe— habrían sido primero enterrados en el Batallón 14 de Toledo y después exhumados a fines del año 1984, incinerados y tirados al Río de la Plata.
Esta versión se confirmó falsa el 1º de diciembre del 2011, cuando se comprobó que los restos hallados en el Batallón de Infantería Paracaidista Nº14, correspondían a Julio Castro. Los mismos fueron encontrados en un predio lindero al establecimiento militar el 21 de octubre de 2011, determinándose posteriormente a nivel judicial que la causa más probable de muerte fue un disparo en la cabeza.
En marzo de 2012 se procesó al expolicía Juan Ricardo Zabala por el homicidio de Julio Castro.

## Publicaciones
- 1938, Vida de Basilio Muñoz. Hombre de ayer, de hoy y de mañana (en coautoría con Arturo Ardao. Editorial Acción, Montevideo).[11]
- 1939, El analfabetismo (Obtiene el primer premio anual de Pedagogía).[12]
- 1940, Programas escolares.
- 1942,  El banco fijo y la mesa colectiva  (ensayo sobre las ideas pedagógicas en el Uruguay).[13]
- 1944, La escuela rural en el Uruguay (investigación sobre la realidad social, económica y docente del Uruguay rural).[14]
- 1949, Coordinación entre primaria y secundaria.[15]
- 1949, Cómo viven "los de abajo" en los países de América Latina (Asociación de Bancarios del Uruguay).[16]